# 天星十二穴
天星十二穴相傳為道家全真教的馬鈺所創，因馬鈺號丹陽子故又稱為「馬丹陽天星十二穴」。被收錄於明朝楊繼洲編著之《針灸大成》一書內。

天星十二穴分別為：足三里穴、內庭穴、曲池穴、合谷穴、委中穴、承山穴、太衝穴、崑崙穴、環跳穴、陽陵泉穴、通里穴、列缺穴

## 外部連結
馬丹陽天星十二穴治雜病歌 （页面存档备份，存于）